# Johnny Carson
John William Carson (Corning, Adams megye, 1925. október 23. – West Hollywood, 2005. január 23.) amerikai televíziós műsorvezető, humorista, író és producer. Leginkább a The Tonight Show Starring Johnny Carson (1962–1992) házigazdájaként ismert. Carson hat Emmy-díjat, és 1985-ben Peabody-díjat kapott. Carson 1992-ben megkapta az Elnöki Szabadság-érmet, 1993-ban pedig a Kennedy Center kitüntetését.
A második világháború alatt Carson a haditengerészetnél szolgált. A háború után a rádiózásban kezdett karriert. A rádióból áttért a televíziózásba, és Jack Paart követve a Tonight című késő esti talkshow házigazdájaként. Bár műsora már az 1960-as évek végén sikeres volt, az 1970-es években Carson amerikai ikonná vált, és egészen az 1992-es visszavonulása az is maradt. Az Arthur Godfrey és a Tonight Show korábbi házigazdái, Steve Allen és Jack Paar által bevezetett, a vendégekkel való széleskörű interakcióra épülő, kötetlen, beszélgetős módszert alkalmazta. Az egykori késő esti műsorvezető és barátja, David Letterman Carson befolyására hivatkozott.

## Fiatalkora és pályafutása

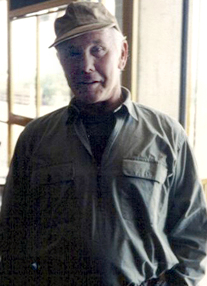
Egy 1994-es tanzániai utazáson

John William Carson 1925. október 23-án született az iowai Corningban, Ruth Elizabeth (Hook) Carson (1901-1985) és Homer Lloyd "Kit" Carson (1899–1983) áramszolgáltató menedzser gyermekeként. A közeli Avoca, Clarinda és Red Oak városokban nőtt fel Iowa délnyugati részén, mielőtt nyolcéves korában a nebraskai Norfolkba költözött. Carson ott nőtt fel, és kezdte kifejleszteni szórakoztatóipari tehetségét. 12 éves korában Carson az egyik barátjánál talált egy bűvészkönyvre, és azonnal bűvészkészletet vásárolt postai úton. Miután megvásárolta a készletet, Carson a családtagokon gyakorolta szórakozási képességeit kártyatrükkökkel. Közismert volt arról, hogy mindenhová követte a családtagjait, és azt mondta: "Válassz egy kártyát, bármelyik kártyát". Édesanyja köpenyt varrt neki, és első fellépését a helyi Kiwanis Klub előtt rendezték meg. A "Nagy Carsoni" néven debütált 14 évesen, és 3 dollárt kapott fellépésenként. Hamarosan számos más előadás következett a helyi vidámparkokban és megyei vásárokon. A középiskola elvégzése után először találkozott Hollywooddal. Autóstoppal ment Hollywoodba, ahol letartóztatták és 50 dollárra megbírságolták, mert tengerészgyalogosnak adta ki magát. Ezt a történetet gyakran kitaláltnak minősítik.

## Katonai szolgálat

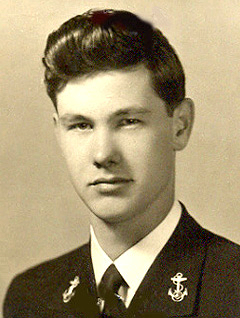
Carson haditengerészeti portréja

Carson 1943. június 8-án csatlakozott az Egyesült Államok Haditengerészetéhez, és a Columbia Egyetemen és a Millsaps College-ban a V-12 Navy College Training Program tiszti képzésben részesült. A háború végén zászlóssá avatott Carson a USS Pennsylvania hadihajóra került a Csendes-óceánon. A haditengerészetnél Carson 10-0-ás amatőr ökölvívó rekordot ért el, a legtöbb meccsét a Pennsylvania fedélzetén vívta. A háború befejezésekor egy csapatszállító hajó fedélzetén a harci övezetbe tartott. Carson kommunikációs tisztként szolgált, a titkosított üzenetek dekódolásáért felelt. Elmondása szerint katonai pályafutásának csúcspontja az volt, amikor James V. Forrestal amerikai haditengerészeti miniszternek bűvészmutatványt mutatott be. Egy Forrestallal folytatott beszélgetés során a miniszter megkérdezte Carsont, hogy tervezi-e, hogy a háború után a haditengerészetnél marad. Válaszul Carson nemet mondott, és azt mondta neki, hogy bűvész akar lenni. Forrestal megkérte, hogy lépjen színpadra, Carson pedig egy kártyatrükkel válaszolt. Carson felfedezte, hogy képes szórakoztatni és megnevettetni egy olyan mogorva és kifinomult embert, mint Forrestal.

## Tanulmányai
A haditengerészet által nyújtott oktatási lehetőségeket kihasználva Carson a Nebraska-Lincoln Egyetemre járt, ahol belépett a Phi Gamma Delta testvériségbe, és folytatta a bűvészkedést (akkor 25 dollárt fizettek fellépésenként). Újságírás szakra járt, azzal a szándékkal, hogy komédiaíró lesz, de néhány hónappal később beszéd és dráma szakra váltott, mert rádiós előadóművész akart lenni. Carson főiskolai szakdolgozata, amelynek címe "Hogyan írjunk komikus vicceket" volt, népszerű rádióműsorok felvett jeleneteiből és vicceiből állt össze, és Carson hangalámondással magyarázta a komikus technikát. Ennek köszönhetően három év alatt lediplomázott. 1949-ben végzett rádiózás és beszéd szakon, fizika mellékszakkal, és bölcsészdiplomát szerzett.

## Magánélete

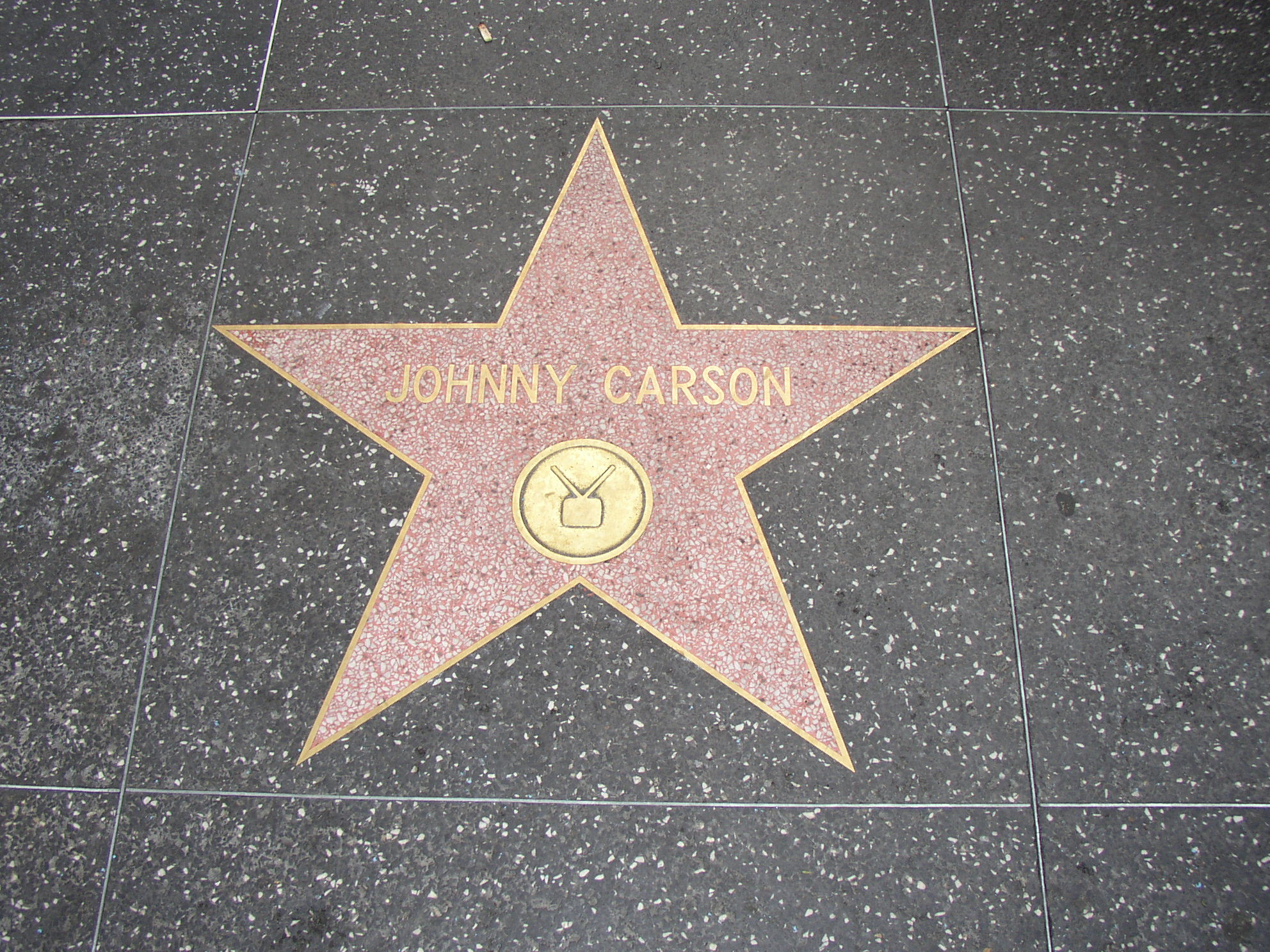
Carson csillaga a Hollywood Walk of Fame-en

A kamerán belüli viselkedése ellenére Carson introvertált és félénk volt a kamerán kívül. Közismert volt arról, hogy a legtöbb nagy összejövetelt kerülte, és úgy emlegették, mint "a legzárkózottabb nyilvános ember, aki valaha élt." Dick Cavett így emlékezett vissza: "Sajnáltam Johnny-t, mert annyira kényelmetlenül érezte magát a társaságban. Alig találkoztam valakivel, akinek olyan nehéz dolga volt, mint neki". Ráadásul George Axelrod egyszer azt mondta Carsonról: "Társadalmi szempontból nem létezik. Ennek az az oka, hogy nincsenek televíziós kamerák a nappalikban. Ha az embereknek kis piros lámpák lennének a homlokuk közepén, Carson lenne a világ legnagyobb beszélgetőpartnere."

## Halála
2005. január 23-án reggel 6:50-kor Carson meghalt a Los Angeles-i Cedars-Sinai Medical Centerben tüdőtágulatból eredő légzési elégtelenségben. 79 éves volt, és 2002 szeptemberében hozta nyilvánosságra halálos betegségét. Holttestét elhamvasztották, hamvait pedig feleségének, Alexis Maasnak adták. A család kívánságának megfelelően nem tartottak nyilvános gyászszertartást.